# Georges Focus

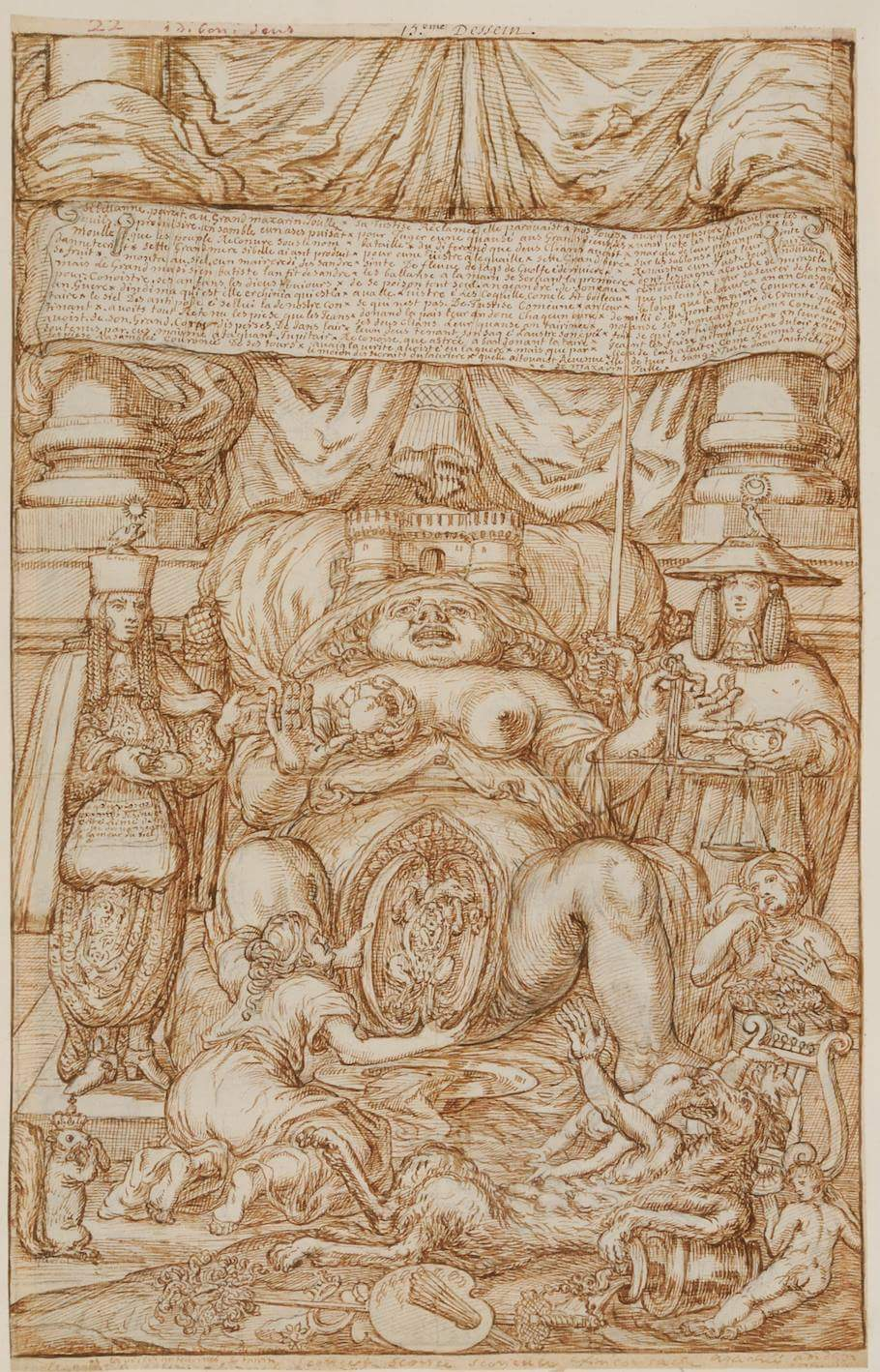
Dessin réalisé à l'époque de sa folie

Georges Focus (ou Georges Faucus) est un graveur, peintre et dessinateur français né vers 1639-1641 (ou 1644) à Châteaudun et mort le 26 (ou 27) février 1708 à Paris.
Membre de l'Académie royale de peinture et de sculpture, proche de Gérard Audran, il est surtout célèbre pour les dessins qu'il a réalisés alors qu'il souffrait d'une maladie psychiatrique.

## Biographie

### Famille
La famille de Focus semble avoir été modérément riche; son père possédait une boutique de laine et de serge à Paris.

### Formation
Vers 15 ans, Focus devient apprenti chez Louis Elle. Il est possible qu'il ait aussi reçu des leçons du graveur Israël Silvestre.

### Séjour à Rome
Jeune artiste, Georges Focus fait partie des premiers pensionnaires envoyés à Rome par Charles Errard : il y reste au moins de 1666 à 1669,. Il habite d'abord dans la paroisse de San Lorenzo in Lucina, quartier où résidaient beaucoup d'artistes français, puis dans la paroisse de Santo Spirito in Sassia, à la même adresse que Gérard Audran, Thomas de Saint-Vincent, Étienne Aubry et Marc Nattier.

### Académicien
Le 28 juin 1675, il remet son morceau de réception puis prête serment comme membre de l'Académie. La peinture, un paysage, est encore conservée sous la Révolution française, mais elle est considérée comme perdue en 1910 par A. Fontaine. Focus participe de manière active à la vie de l'Académie jusqu'en 1681, son nom figure encore sur les listes en 1683,.
En 1679, il peint seize petits tableaux de paysage pour les appartements des ducs de Chevreuse et de Beauvilliers au Palais de Versailles, et reçoit pour cela 480 livres. Il s'agissait peut-être de dessus-de-porte; ils sont considérés comme perdus.
Le catalogue de son œuvre gravé a été établi par Robert-Dumesnil (1836) puis par Weigert dans le cadre de l'Inventaire du fonds français de la Bibliothèque nationale (1961). Il ne compte que huit pièces, dont une suite de six estampes représentant des paysages romains, dédiée à Charles Le Brun et publiée par Girard Audran, certainement en 1678.
Enfin, on connaît des dessins, préparatoires à ces estampes (École des beaux-arts, musée de Besançon) ou non (musée du Louvre), ainsi qu'un dessin de style beaucoup plus libre à Chicago (Art Institute). L'artiste est rapidement oublié.

### Folie et internement
Devenu fou, interné dans l'asile des Petites Maisons, il produit vers 1694 plusieurs dizaines de dessins (Edimbourg, University Library ; Paris, coll. part.) liés à ses délires, dans lesquels ses fantasmes (il se prend pour le roi ou le pape, pense être persécuté par l'Académie, a peur de la bête du Gâtinais, etc.) prennent vie. Ils comprennent des cartouches remplis de textes contenant de nombreuses anecdotes sur sa vie, ses fréquentations et ses contemporains. Ces dessins ont sans doute été récupérés par des proches de Focus; ils ont été conservés jusqu'au 21e siècle grâce à leur qualité artistique.
Ses contemporains auraient sans doute caractérisé sa folie de "manie"; Bernard Granger, professeur de psychiatrie à l’université René Descartes, propose, avec des réserves de prudence, le diagnostic rétrospectif de trouble schizo-affectif.

### Mort et postérité
Selon Mariette, qui écrit un demi siècle après sa mort, Focus meurt aux  Petites Maisons le 27 février 1708 (26 février selon la liste des académiciens). Jal qui a eu accès à la liste des morts des Petites Maisons réfute toutefois les circonstances de ce décès (erreur de lieu ou de date - il n'en trouve pas trace dans les registres)[réf. nécessaire]. L’œuvre retombe dans l'oubli jusqu'à la fin du XXe siècle. En 2010, est retrouvée à Paris, dans des archives familiales, une boîte conservée depuis 1780 contenant un ensemble de feuilles signées Focus. Une exposition au Palais des Beaux Arts de Paris permet, en 2018, de prendre la mesure des «écritures dessinées » d'un artiste fou du XVIIe siècle.

## Style

### Gravures

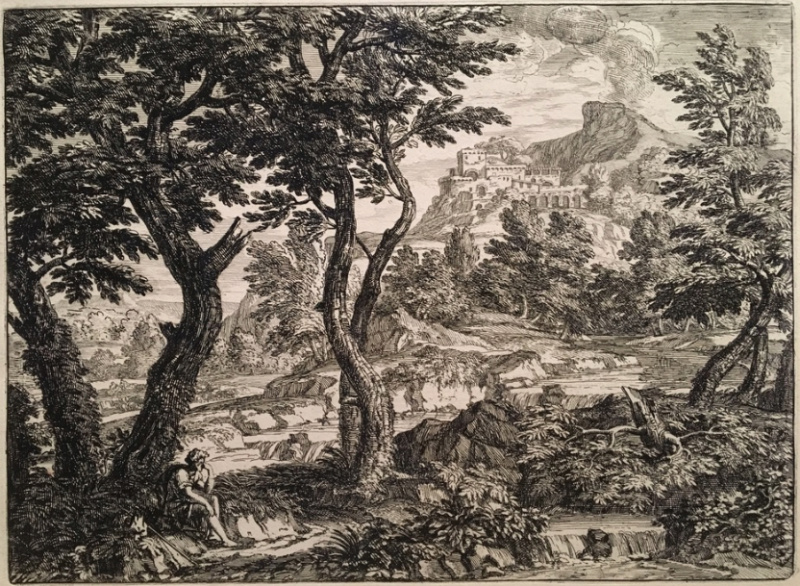
Georges Focus, Vue d'Italie (estampe)

Ses estampes représentent souvent des paysages dans un style italien proche de celui de Gaspard Dughet, Francisque Millet ou Étienne Allegrain. 

#### Dessins préparatoires pour les gravures
- Paysage animé de deux personnages marchant sur la droite, plume, encre brune. H. 0,258 ; L. 0,349 m[8]. Paris, Beaux-Arts de Paris.
- Paysage animé de trois personnages discutant au premier plan droit, plume, encre brune. H. 0,255 ; L. 0,358 m[9]. Paris, Beaux-Arts de Paris. Ces deux dessins de paysage sont préparatoires à la troisième et quatrième planche de la suite gravée des Diverses Veuës d'Italie, éditée par Gérard Audran en 1678. Focus adopte une technique au trait qui permet de rendre compte du moindre détail dès l'étude où le feuillage de chaque arbre est précisé, l'attitude des figures arrêtée, l'ensemble fixé pour l'épreuve gravée[10].

### Dessins d'internement
Ses dessins d'internement évoquent les artistes de l’art brut, comme Wolfli ou Aloïse Corbaz.

## Publication
- Diverses Veuës d’Italie, 1678, éditeur : Gérard Audran.